# プリマス・ロコモティブ・ワークス
プリマス・ロコモティブ・ワークス（英: Plymouth Locomotive Works）は、かつてアメリカ合衆国に存在した機関車メーカーの一つである。産業用の小型ディーゼル機関車を中心に製造した。

## 歴史
J.D.フェート(J.D. Fate Company)の社名で設立され、1910年からオハイオ州プリマスに工場を置き、工場所在地名と同じ「プリマス」のブランド名で内燃機関車の製造を開始した。1919年にルートヒース社と合併し、社名をフェートルートヒース(Fate-Root-Heath)としている。
当初はガソリン機関車を製造していたが、1927年からはディーゼル機関車の製造を開始している。
1950年代末に社名をブランド名と同じプリマス・ロコモティブ・ワークスに変更し、1970年代末には社名をプリマス・インダストリーズに変更した。
1997年にオハイオ・ロコモティブ・クレーン社に買収された。プリマスにあった工場は閉鎖され、1999年にオハイオ州ビュサイラスに移転した。現在は機関車の製造を終了している。
創業当初から製造した機関車の数は7,500両を超える。

## 日本への輸出
プリマスの機関車は森林鉄道、専用鉄道、土木工事などでの使用を目的として日本へ輸出されたものもある。